# N26
N26 er en tysk neobank med hovedkvarter i Berlin. N26 driver i forskellige medlemsstater af Single Euro Payments Area (SEPA) og USA. Selskabet tilbyder gratis grundlæggende transaktionskonto og debitkort, og yderligere overtræk og investeringsprodukter samt premiumkonti for en månedlig ydelse.
et digital banking alternativ, der omfatter et forudbetalt betalingskort (MasterCard) og valutaveksling. N26 opkræver i øjeblikket ingen gebyrer for de fleste af dets ydelser (men for et begrænset brug), og bruger interbank valutakurser for sin valuta veksling på hverdage.
Selskabet blev grundlagt af Valentin Stalf og Maximilian Tayenthal i 2013.